# Edificio del London París

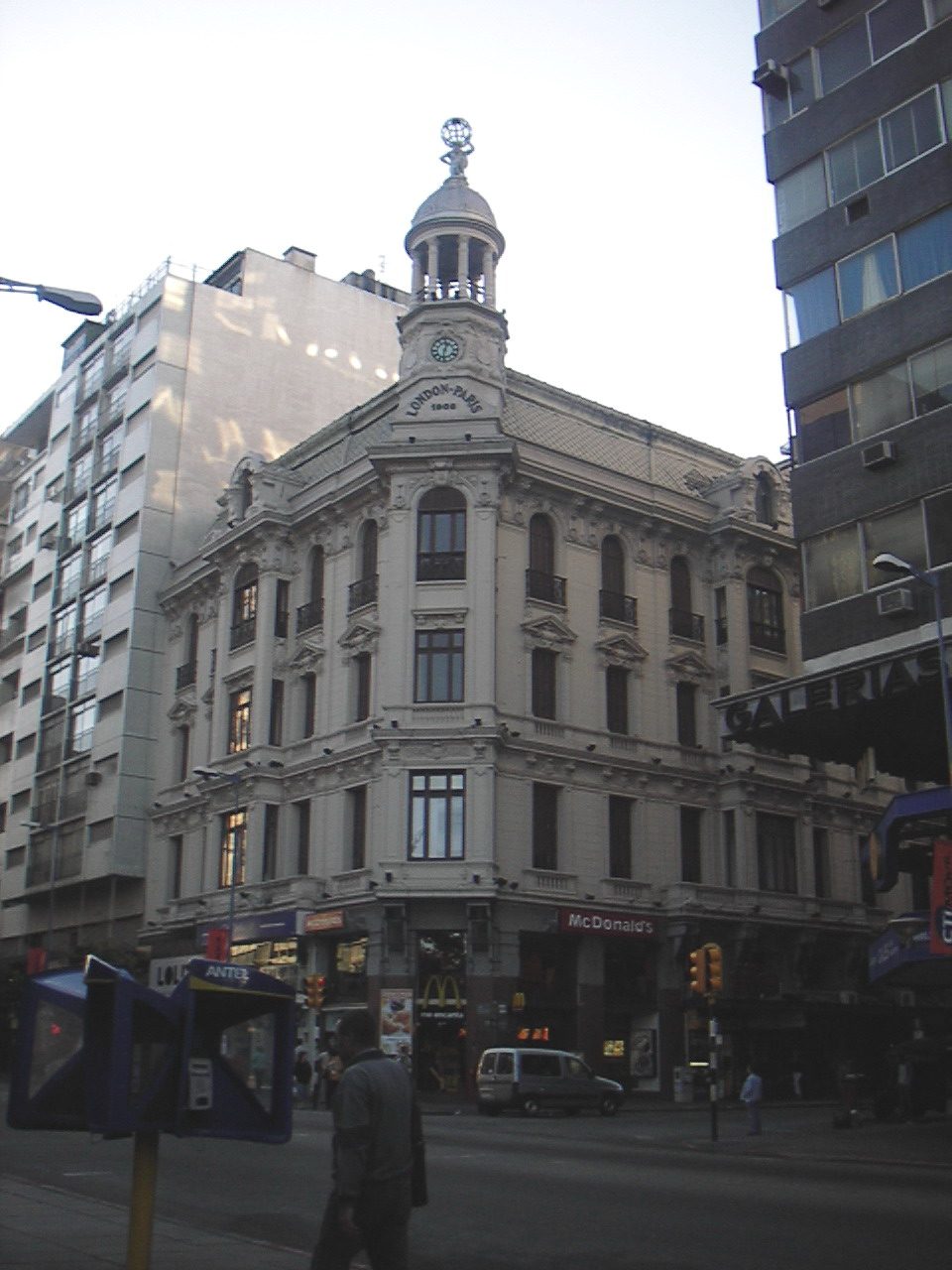
Edificio del London París

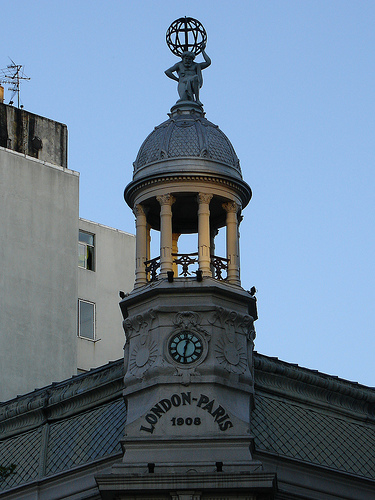
Edificio London París

Das Edificio del London París, auch als The Standard Life bezeichnet, ist ein Bauwerk in der uruguayischen Landeshauptstadt Montevideo.
Das 1905 errichtete und am 8. März 1908 eröffnete Gebäude befindet sich im Barrio Centro an der Avenida 18 de Julio 1060, Ecke Calle Río Negro 1338-1442. Es wurde vom Architekt John Adams, nach anderen Angaben vom Architekten M. Tapie, entworfen und ist dem Stil des historischen Eklektizismus zuzuordnen. Im Jahr 1995 fanden Restaurierungsarbeiten im Erdgeschoss unter der Leitung der Architekten Conrado Pintos, Alberto Valenti und Arturo Silva Montero statt. Fünf Jahre später zeichnete Benito Isaac für die Restaurierung der oberen Etagen verantwortlich. 2008 fand für den Kaufpreis von 700.000 US-$ ein Eigentümerwechsel statt. Derzeit beherbergt das ursprünglich als Bürohaus konzipierte Gebäude unter anderem ein McDonald’s-Schnellrestaurant.